# Метод крупных вихрей
Метод крупных вихрей (англ. LES (Large Eddy Simulation)) — один из методов моделирования турбулентных течений.
Идея метода заключается в том, что большие масштабы турбулентности рассчитываются явно, а эффекты более мелких вихрей моделируются с использованием правил подсеточного замыкания. Уравнения сохранения для моделирования крупных вихрей получаются фильтрированием мгновенных уравнений сохранения. LES  для реагирующих потоков определяет мгновенное положение «большого масштаба», разрешающего фронт пламени, но подсеточная модель требует учесть влияние малых масштабов турбулентности на горение. Для струйного пламени LES ухватывает низкочастотные изменения параметров, в отличие от RANS, когда в итоге получаются постоянные средние значения величин. При этом затрачиваются бо́льшие вычислительные мощности, но всё же меньшие таковых для прямого численного моделирования (DNS).
Фильтрование LES уравнений Навье-Стокса напоминает осреднение по Фавру, в результате чего остаются незамкнутыми напряжения Рейнольдса, потоки величин и энтальпии, молекулярные потоки и скорости химических реакций. Частью этих параметров иногда можно пренебречь, в то время как для других требуются дополнительные модели. Так, в случае несжимаемых течений для напряжений Рейнольдса используются подсеточные модели Смагоринского, Германо, модель подобия масштабов и др., а для замыкания скорости химических реакций — модель Арениуса или модель подобия масштабов.